# خيسوس رابانال
خيسوس رابانال (بالإسبانية: Jesús Rabanal)‏ هو لاعب كرة قدم ومدرب كرة قدم بيروفي في مركز ظهير ‏، ولد في 25 ديسمبر 1984 في ليما في بيرو. شارك مع منتخب بيرو لكرة القدم. أما مع النوادي، فقد لعب مع أليانزا ليما ونادي كايرات ونادي يونيفرسيتاريو.

## وصلات خارجية
- خيسوس رابانال على موقع قاعدة بيانات كرة القدم.إي يو (الإنجليزية)
- خيسوس رابانال على موقع ناشيونال فوتبول تيمز (الإنجليزية)
- خيسوس رابانال على موقع Soccerway.com (الإنجليزية)